# Carags Verwandlung
Carags Verwandlung ist der erste Teil aus der sechsteiligen Romanreihe Woodwalkers der Autorin Katja Brandis, der 2016 erschienen ist und 2024 verfilmt wurde.

## Handlung
Carag ist ein Woodwalker. Das bedeutet, dass er zwei Gestalten, eine menschliche und eine Tiergestalt annehmen kann. Er kann sich in einen Puma verwandeln. Mit seiner Familie, die allesamt Puma-Woodwalker sind, lebt er in der Wildnis der Rocky Mountains.
Zu Beginn des Buches geht Carag mit seiner Schwester und seiner Mutter in ihrer Menschengestalt in die nahegelegene Stadt, wo Carags Schwester sich aus Versehen in ihre Pumagestalt verwandelt. Als sie wieder zurück sind, fasst Carag den Entschluss, als Mensch weiter zu leben. Er kommt zu einer Pflegefamilie und in die Schule. Jedoch fühlt er sich in der Familie nicht wohl und vermisst sein Leben als Puma. Auf einem seiner Raubzüge als Puma stolpert er jedoch mit seinen Vorderpfoten über eine Zeltschnur auf einem Campingplatz. Die Camper bemerken ihn, und am nächsten Tag berichtet die örtliche Zeitung über den Vorfall.
Auf dem Weg zur Schule begegnet er dann einer Frau namens Lissa Clearwater, sie ist auch eine Woodwalkerin. Sie lädt Carag ein, ihre Schule zu besuchen. Diese Schule ist speziell und ausschließlich für Wandler. Die Schulfächer und Räumlichkeiten der Schule sind an die Bedürfnisse der Wandler angepasst. Später nimmt Andrew Milling Kontakt zu ihm auf. Dieser ist ein einflussreicher, erfolgreicher Geschäftsmann, der überregional bekannt ist. Er hatte Carag offenbart, dass er ebenfalls ein Pumawandler ist.
Carag entschließt sich, das Internat zu besuchen und lernt dort Holly und Brandon kennen, die später seine Freunde werden. Die Wolfswandler Bo, Jeffrey, Tikaani und Cliff bringen Carag in große Schwierigkeiten. Er legt sich mit ihnen an und gewinnt mit Glück und Hilfe von Brandon den Kampf ganz knapp.
In dem Schulfach „Verwandlung“ schafft es Carag nicht, sich auf Kommando zu verwandeln. 
Jeffrey, der Alphawolf, fordert Carag zu einem Duell heraus. Gleichzeitig kommt seine Pflegefamilie in die Clearwater High, um ihn zu besuchen. Brandon verwandelt sich dabei ungeschickt in seine Tiergestalt, was aber durch eine Ausrede der Direktorin erklärt werden kann. Carag erzählt seinen Freunden von dem Duell und sie begleiten ihn. Jeffrey und Tikaani sollen gegen Carag kämpfen. Nach einer Zeit überwältigt er Tikaani, doch die Wölfe sind unfair und kämpfen immer zwei von ihnen gegen ihn. Carag siegt schließlich, da er Jeffrey überwältigen kann. Am nächsten Morgen ist Carag beliebt wie ein Held. Nach einem Gespräch mit seinem Lieblingslehrer Mr. Bridger hofft Carag, dass er den Vorfall mit den Wölfen nicht der Schulleitung mitteilen würde. Später wird Carag für ein Telefonat mit Andrew Milling extra aus dem Unterricht geholt.
Carag wird von Andrew Milling zum Essen eingeladen. Auf dem Weg dorthin fängt Andrew Milling plötzlich an von seinem Leben und seiner Familie zu erzählen. Milling schildert Carag, wie er reich und mächtig wurde, und wie er seine Familie verlor, die von einem Jäger getötet worden sind. Deshalb will er Rache an den Menschen ausüben. Er behauptet, dass es ihm leid tue, dass Carags Eltern wahrscheinlich gestorben seien. Wegen der Angst um seine Eltern rennt Carag sofort weg. Er erzählt nur Lissa und Bill die Wahrheit von seinem Besuch bei Andrew Milling und stellt fest, dass er ausspioniert wird und fragt sich, wer ihn ausspioniert. Juanita, eine Spinnenwandlerin und Mitschülerin, informiert Carag, dass die Wölfe sich an ihm rächen wollen. Als Carag dann zu seiner Menschenfamilie fährt, wollen sie im Yellowstone-Nationalpark campen. Als Carag mit seinem gemeinen Pflegebruder Marlon dort am Rand eines Geysirs um ein Geschenk Millings streitet, fällt es hinein und explodiert förmlich. Dadurch entsteht der Verdacht, dass es sich um ein Abhörgerät gehandelt haben könnte.
Am nächsten Morgen macht Carag in der Schule mit Mr. Bridger verschiedene Entspannungsübungen, um sich beim Verwandeln zu verbessern.
Nachts gehen Carag und seine Freunde in den Wald, wo Brandon, als Bison Bäume rammt. Ohne nachzudenken, rennt er auf die anliegende Straße. Er rammt auch noch ein Auto und Carag kann ihn nur davon abhalten, indem er ihm einen Prankenhieb mit seinen Krallen verpasst.
Sie müssen daraufhin am nächsten Morgen in Lissa Clearwaters Büro und werden bestraft.
Die Prüfungen in den Woodwalker-Fächern sind schon am nächsten Tag und alle bereiten sich darauf vor. Brandon besteht alle Fächer mit guten Noten, auch Holly besteht alle Fächer. Jedoch ist es in den Menschenfächern knapp. Carag besteht auch fast alle Fächer, aber in der Verwandlungsprüfung fällt er durch, weil ihm die Verwandlung in einen Puma misslingt.
Carag muss sich entscheiden: Will er Andrew Milling helfen oder nicht? Dieser bietet Carag an, dass er hilft, seine Eltern zu finden, wenn er ihm helfen würde, sich an den Menschen zu rächen. Carag braucht Zeit, um zu überlegen. Deswegen verschwindet er allein im Wald in seiner Pumagestalt. Doch dann hört Carag Jagdhunde und bemerkt, dass er sich nicht mehr auf dem Schulgelände befindet. Er verwendet viele Tricks, um die Jäger loszuwerden. Er schafft es jedoch nicht und es kommt zum Kampf mit den Jagdhunden. Carag schafft es mit aller Kraft, sich in einen Menschen zu verwandeln, um die Hunde zu verscheuchen. Er wird von den Lehrern der Schule an der Straße aufgesammelt. Als Carag wieder aufwacht, ist es still. Lou Ellwood sitzt an seinem Bett und erzählt ihm, wie er gerettet wurde und Carag erzält ihr die ganze Geschichte der Jagd nach ihm. Nach einem kurzen Gespräch mit Miss Clearwater lassen ihn alle wieder allein. Carag sieht eine Fliege in seinem Zimmer und spürt, dass ein Gestaltwandler im Raum ist. Er holt Hilfe und fängt die Fliege, die sich als der Spion von Milling entpuppt. Doch dieser verrät nichts über seinen Auftrag und am Ende des Bandes gibt es eine große Feier, da niemandem etwas Ernsthaftes passiert ist.

## Figuren

### Carag
Der 13-jährige Carag Goldeneye scheint ein ganz normaler Junge zu sein, aber gleichzeitig kann er auch als gewöhnlicher Berglöwe erscheinen, denn er ist ein Woodwalker. Das sind Gestaltenwandler in jeglicher Form von Rothörnchen über Stinktiere bis hin zu Wölfen und Vielem mehr. Der Pumajunge lebt lange Zeit bei seiner richtigen Familie, seinen Eltern und seiner ältern Schwester Mia. Auch sie sind alle Woodwalker. Carag fand die Menschen aber schon immer sehr interessant und beschließt, sich von seiner Familie zu trennen und zu den Menschen zu ziehen. Schließlich lebt der junge Woodwalker in Jackson Hole bei einer Pflegefamilie: Anna, Donald, Marlon und Melody Ralston. Er ist nicht der beste Schüler, was die Fächer der Menschen, z. B. Englisch und Mathe, angeht. Auf der Clearwater High, einem Woodwalker-Internat, findet er schnell Freunde in Holly, Brandon und Dorian. Ihnen gegenüber ist er sehr hilfsbereit und aufmerksam. Er ist keinesfalls schüchtern und sehr zielstrebig. Allerdings ist er manchmal nicht ganz vernünftig, z. B. als er sich auf eine Wette gegen seine größten Feinde einlässt, die Wölfe: Jeffrey, Bo, Tikaani und Cliff. Aber Carag ist in keiner Weise so aufgebracht wie die Wölfe, er bleibt eher ruhig. Manchmal vermisst er auch seine Heimat in den Bergen und seine Familie. Auf der Clearwater High teilt er sich ein Zimmer mit dem Bison-Wandler Brandon. Carag hatte für das Leben bei den Menschen einen anderen Namen, nämlich Jay. Der junge Goldeneye hat sandbraune Haare, leuchtende Augen, ist eher einer der Größeren und dünn. Er ist sehr nett und gerecht und setzt sich für seine Lieben ein, auch wenn es gegen die Wölfe geht.

### Andrew Milling
Andrew Milling ist ein selbstbewusster, mächtiger und reicher Mann. Er will alle Woodwalker gegen die Menschen aufbringen und ist dabei sehr besitzergreifend. Er ist ein Woodwalker, genauso wie Carag ein Puma-/Berglöwen-Wandler. In seiner Menschen-Gestalt ist Andrew Milling ein sportlich-muskulöser, braun gebrannter Mann mit grau-blonden Haaren. Seine Familie ist nicht sehr groß, sie besteht nur aus seiner Frau und seiner Tochter, June und Evelyn.
Andrew Milling hat einen Hass auf die Menschen, was in seiner eigenen Vergangenheit begründet liegt: Eines Tages waren seine Frau und seine Tochter alleine zuhause. Sie spielten als Puma im Wald im Schnee und als Andrew Milling dann nach Hause kam, waren seine Tochter und seine Frau nicht mehr da. Er suchte überall nach ihnen, doch er fand sie nicht. Dann suchte er im Internet und fand sie auf einer Jägerseite. Dort waren ihre Felle ausgestellt. Das Fell seiner Frau konnte er dem Jäger abkaufen, für das seiner Tochter hatte er kein Geld mehr. Ab dem Zeitpunkt hatte er Hass auf die Menschen.

### Lou Ellwood
Lou Ellwood wurde am 10. Juni geboren, hat helle Haut, lange dunkelbraune Haare, die ihr bis halb über den Rücken reichen und große braune Augen. Sie ist dünn, anmutig, hat lange Beine und schmale geschickte Hände. Sie ist 1,68 m groß. Sie ist Schülerin der Clearwater High in Jackson Hole im US-Bundesstaat Wyoming. Dort wird die 15 Jahre alte Wapiti-Wandlerin unterrichtet. In ihrer Vergangenheit wuchs Lou mit ihren fünf Geschwistern in einer großen Familie aus Wapiti-Wandlern auf, die alle sowohl in erster als auch in zweiter Gestalt leben. Durch ihren Vater kennt sie sich gut mit Verwandlungen aus. In dieser eher chaotischen Familie ist sie jedoch die Einzige, die Ruhe ausstrahlt, sodass sie oft einsam wirkt und es schwer hat, zu sich selbst zu finden. Da ihr Vater an der Clearwater High arbeitet, ist auch sie an dieser Schule. Ihr Zimmer teilt sie sich mit Cookie Mellow, einem Nordopossum.
Zu ihrer Familie gehören ihre Mutter Iris Ellwood, Wapiti-Wandlerin; Ihr Vater Isidore Ellwood, Wapiti-Wandler und Lehrer an der Clearwater High im Fach Wandlung; Ihre Schwestern Honey und Lily Ellwood, Wapiti-Wandlerinnen; ihre Brüder Blueberry, Clover und Elderberry Ellwood, Wapiti-Wandler; ihre Großmutter Rose Ellwood, Wapiti-Wandlerin. Außerdem gehören ihrer Familie noch ihre vier Tanten, drei Onkel, dreizehn Cousinen und Cousins und mind. eine Großtante an.

### Brandon
Brandon ist ein Bison-Wandler. Er ist muskulös, 1,79 m groß und hat helle Haut. Er hat breite Schultern und dunkelbraune Augen. Er wohnt mit Carag in einem Zimmer in der Clearwater High. Im Schlaf verwandelt er sich oft versehentlich und zerstört dabei sein Bett wegen der Bisongestalt. Sein Lieblingssnack sind Maiskörner. Er ist schüchtern.

### Holly
Holly ist eine Rothörnchen-Wandlerin. Sie hat helle Haut, schulterlanges, wildes, rotbraunes Haar und dunkel blitzende Augen. Sie ist dünn und 1,63 m groß, hat Sommersprossen, eine kleine Nase sowie kleine Hände. Holly ist Carags beste Freundin. Sie stiehlt gerne Sachen, ist meistens sehr frech und kann manchmal nervig sein. Holly, Carag und ihre Freunde sind im Unterricht immer zusammen. Sie wurde im Waisenhaus groß.

### Dorian
Dorian ist ein Katzenwandler (Russisch Blau). Er hat mittellange, dunkelbraune Haare und gelbgrüne Augen. Er ist 14 Jahre alt, groß und schlaksig. Er trägt immer eine große, altmodische Uhr am Handgelenk. Insgesamt ist er ein sehr gelassener Typ. Er liest gern Zeitung und trinkt Kaffee. Außerdem liegt er gern vor der Heizung und schreibt seine Lebensgeschichte auf, verfasst also eine Autobiografie. Alle anderen Schüler der Clearwater High bezeichnen ihn als faul. Aufgrund seiner Hobbys wirkt er älter als die anderen. Meistens verbringen aber die anderen Schüler gerne Zeit mit ihm. Im September 2022 wurde seine Autobiografie unter dem Titel „Wilder Kater, weite Welt“ in der Reihe „Woodwalkers & friends“ von Katja Brandis veröffentlicht.

### Die Wölfe
Das Wolfsrudel ist sehr unbeliebt an der Schule. Zu ihren Mitgliedern zählen:
- Jeffrey ist der Alphawolf des Schul-Rudels und 13 Jahre alt. Er ist sehr schlau, aber auch eingebildet und fies. Er ist egoistisch und unsympathisch. Das Aussehen von ihm ist meistens gleich: Jeden Tag hat er gestylte Haare, und ohne angesagte Klamotten geht er nicht in den Unterricht. In seiner Wolfsgestalt hat er ein eher braunes bis graues Fell. Dadurch, dass er ziemlich klug ist, hat er oft einen Vorteil gegenüber den Lehrern.

- Tikaani ist die Beta-Wölfin. Sie ist das 14 Jahre alt und das erste Mädchen des Rudels. Sie hat schwarze Haare, dunkelblaue Augen und in Wolfsgestalt ein schneeweißes Fell. Tikaani führt alles aus, was ihr Alpha will.

- Cliff ist ein weiterer Beta. Er ist 14 Jahre alt und breitschultrig. Er findet es gut, wenn andere für ihn denken, ist ein Mitläufer und macht demzufolge alles, was Jeffrey sagt. Typisch für Cliff ist, dass er oft träge ist, aber gerne kämpft.

- Bo ist ein Omega Wolf. Er ist 13 Jahre alt und nicht der Klügste. Zu seinen Mitmenschen ist er oft gemein. Auch zu denen, die ihm nichts getan haben. Alles, was Jeffery ihm sagt, führt er aus. Äußerlich ist er klein und hat braune, schulterlange Haare.